# Sèrie Barcelona
La Sèrie Barcelona és una sèrie de 50 litografies en negre començada per Joan Miró el 1939 i impresa el 1944 a la impremta Miralles, que actualment forma part de la col·lecció permanent de la Fundació Joan Miró de Barcelona. Es tracta d'una sèrie única al món, amb un tiratge limitat de 5 exemplars numerats i dues proves d'artista, editada gràcies a l'entusiasme de Joan Prats. El tiratge reduït de l'obra, sumat a la seva magnitud (50 litografies) i al seu rerefons històric i artístic, fan que sigui una obra de gran valor, de la qual només es té constància que se'n conservi una col·lecció completa a la Fundació Joan Miró —dipositada pel mateix artista l'any 1969—, a més de la que Prats es va reservar en tant que editor, la qual estigué penjada durant anys al seu estudi-dormitori. L'any 1947 es tirà una edició facsímil de la sèrie, consistent en 1.500 exemplars, per bé que només incloïen quaranta de les cinquanta litografies del cicle. El tiratge fou realitzat a Nova York, de la mà de Curt Vallentin. Joan Miró la titulà «Barcelona» en homenatge a la ciutat on va poder realitzar i editar aquesta sèrie el 1944.
La Sèrie Barcelona reconcilia l'esperit de les pintures salvatges –habitades per figures deformes i grotesques–, amb l'harmònica familiaritat de les criatures envers el món celeste, típica de les Constel·lacions. Però també inclou pictogrames, un recurs inèdit. El lèxic utilitzat constituirà el patró de referència per a la creació posterior de Miró.

## Descripció
La sèrie es considera una versió d'impremta de la sèrie Constel·lacions. En les diferents litografies apareixen interpretacions lliures de figures animals i humanes, bastant deformades.
Aquest tipus de personatges de caràcter monstruós, són un exemple de l'actitud que l'artista tenia enfront del conflicte bèl·lic en curs. Els quadres mostren personatges tristos, es palpa la tragèdia. Cal destacar que en aquestes obres els personatges no apareixen en un escenari concret, sinó que en un mateix espai apareixen diversos signes del pintor, com poden ser els ocells, les dones, els genitals, així com estrelles, astres o espirals, entre d'altres.
Al mateix temps que a Mont-roig fa les últimes Constel·lacions, Joan Miró comença a preparar la Sèrie Barcelona. Hi utilitza el llenguatge que havia anat gestant en la sèrie de les Constel·lacions, però alhora anticipa un tret que serà característic de la seva pròxima pintura: la combinació d'un grafisme ràpid i gruixut i d'un altre de més minuciós.
La inclusió, en diverses litografies de la sèrie, d'aquest grafisme més espontani no apareix en la pintura de Miró fins al 1943-1944. La sèrie es va editar el 1944, en plena postguerra, a la impremta Miralles (carrer Marquès de Barberà, 19), gràcies a l'ajut del seu amic Joan Prats. Es va fer una edició petita de 5 exemplars amb dues proves d'artista.
Els personatges que apareixen en la sèrie inclou ogres i dictadors que són derivats del Père Ubu, el tirà d'Alfred Jarry. També apareixen retratades les víctimes innocents del conflicte. Les litografies no es van poder exposar públicament degut a la dictadura de Franco. Per veure la sèrie calia visitar la col·lecció privada de Joan Prats.
S'han conservat alguns dels dibuixos originals preparatoris. A la Fundació es conserva un exemplar de cada litografia i, a més a més, els corresponents papers report i proves d'estat.

## Anàlisi
Rosa Maria Malet, directora de la Fundació Joan Miró, comenta la sèrie en una entrevista al programa El meu avi, de TV3:
| «                  | A una persona normal i corrent segur que unes circumstàncies com aquestes no el deixen indiferent. A una persona que, a més a més, tingués la sensibilitat tan a flor de pell com podia ser en Miró, pel fet de ser artista, pel fet de no passar per alt una circumstància així, segur que el va deixar molt afectat. I això el va portar a fer tota aquesta sèrie tan violenta. Com a contrast, després vivint l'inici de la Segona Guerra Mundial, el que intenta és saltar cap enlaire amb l'escala de l'evasió, que és una mena de símbol, i mirar de buscar l'espiritualitat que podia trobar en les estrelles, les constel·lacions i el cel. I llavors és quan fa les Constel·lacions, en el moment de la Segona Guerra Mundial. | » |
| — Rosa Maria Malet | |   |

Segons la mateixa Malet, en aquesta sèrie la figura de la dona representa símbol de la violència, l'agressivitat i tota la repulsió que la guerra civil espanyola genera en Miró, mentre que a les constel·lacions la figura de la representa a un ésser amable, que evoca l'amor. Es poden considerar «el comentari plàstic de Miró a la guerra civil espanyola»

## Exposicions rellevants
- 1984 - Casa Elizalde (Barcelona) - Joan Miró: sèrie Barcelona[17]
- 2010 - Fundació Pilar i Joan Miró (Palma) - Miró - Portabella. Poètica i transgressió.[18][19]
- 2011 - Fundació Joan Miró (Barcelona) - «Joan Miró. L'escala de l'evasió»[20]
- 2016 - Fundació Joan Miró (Barcelona) - Renovació de la col·lecció permanent.